# Combate de Cotagaita
El combate de Cotagaita fue el primer enfrentamiento entre la vanguardia del Ejército Auxiliar de la Junta Provisional Gubernativa de las Provincias del Río de la Plata y la vanguardia del Ejército Real del Virreinato del Perú. A su vez constituye el primer combate de las guerras de independencia hispanoamericanas en América del Sur. Tuvo lugar el 27 de octubre de 1810 en Santiago de Cotagaita, parte de la intendencia de Potosí, actual departamento de Bolivia.
El combate fue un tiroteo de unas 4 horas, o "falso ataque" según lo definió Juan José Castelli, que enfrentó a la vanguardia del Ejército Auxiliar, también conocido como Ejército del Norte, al mando de Antonio González Balcarce, con la vanguardia al mando de José de Córdoba y Rojas del Ejército Real del Perú, levantado en el Alto Perú por el presidente de la Real Audiencia de Charcas Vicente Nieto.

## Antecedentes

Bandera militar de armada y fortificaciones españolas de 1785. En esas fechas ondeaba también en el fuerte de Buenos Aires donde tenía su sede el gobierno sin ser una bandera nacional. La bandera nacional de Manuel Belgrano se comenzaría a usar en 1812. Las Cortes de Cádiz tomarían la bandera rojigualda del diputado Diego Muñoz-Torrero

El virrey José Fernando de Abascal y Sousa reincorporó provisionalmente las provincias altoperuanas al virreinato del Perú y designó al brigadier José Manuel de Goyeneche para comandar a las fuerzas realistas de intervención en el Alto Perú. Ante el avance del Ejército Auxiliar el presidente Nieto, de acuerdo con Francisco de Paula Sanz, gobernador de Potosí, decidió ocupar Jujuy, pero luego ordenó la concentración de tropas en Tupiza al mando de su mayor general, el capitán de fragata José de Córdoba y Rojas. Estas fuerzas quedaron estratégicamente rodeadas tras el pronunciamiento de Cochabamba del 14 de septiembre de 1810, y el de Oruro el 6 de octubre, ambos en favor de la Junta de Buenos Aires, y la llegada de Antonio González Balcarce a San Salvador de Jujuy con la vanguardia del ejército auxiliar el 20 de septiembre de 1810, compuesta por 500 hombres y 4 piezas de artillería.

## División de Córdoba y Rojas

### Descripción de Nieto en carta a Gutiérrez de la Concha
En la carta que Vicente Nieto envió el 11 de agosto de 1810 al gobernador intendente de Córdoba, Juan Antonio Gutiérrez de la Concha, describió las tropas que a esa fecha ponía en movimiento en dirección hacia San Salvador de Jujuy. 
[Véase carta]
Nieto menciona que el 10 de agosto de 1810 habían partido de Chuquisaca las dos compañías de Voluntarios del Rey con un total de 150 hombres, junto con 4 cañones y sus artilleros. Los Voluntarios del Rey eran el remanente de la purga que Nieto hizo sobre la compañía de andaluces y la compañía de montañeses que llevó desde Buenos Aires en 1809. El 11 de agosto ordenó al marqués de Yavi (o del valle de Toxo) que marchara con el Regimiento de Tarija a ocupar San Salvador de Jujuy, pero el cabildo de esa villa había reconocido a la Junta de Buenos Aires el 25 de junio, y el 20 de agosto aviso a esa junta que había rechazado las órdenes del marqués. Los 200 hombres del Batallón Provincial de Potosí partieron de esa villa imperial el 21 de agosto al mando del comandante Indalecio González de Socasa. y arribaron a Tupiza el 2 de septiembre. Los ciento de Lansa del partido de Porco que menciona Nieto no aparecen en otras comunicaciones. Los 200 de Chichas eran los milicianos del Escuadrón de Dragones Voluntarios de Chichas reclutados en Tupiza y sus alrededores.

### Descripción del espía enviado por el cabildo de Tarija
El 11 de septiembre de 1810 el cabildo de Tarija comunicó al nuevo gobernador de Salta, Feliciano Chiclana, lo informado por el alcalde Manuel Franco, que envió a Tupiza para averiguar las intenciones realistas. Franco informó sobre las tropas que vio en Tupiza lo siguiente:

Que el cuartel de la gente de Tupiza y sus inmediaciones es de 200 soldados que están todos los días desertando que unos se vienen a esta villa, otros al pago de Pascaya de esta jurisdicción y otros se ocultan en los cerros; Que el cuartel de don Indalecio González resulta de 200 que han venido del Potosí, 150 de Chuquisaca y 150 chiriguanos neófitos de las reducciones de Azero, de suerte que este cuartel tiene 500 soldados y no tiene entre los 700 numerados los de don Indalecio más armas de fuego que 150 fusiles y 2 pedreros; Que toda la gente está muy descontenta sobre ser de mala calidad [...]. (Jornadas de Estudios sobre Güemes, 1972, p. 27)

Los 200 soldados del cuartel de la gente de Tupiza son los milicianos del Escuadrón de Dragones Voluntarios de Chichas que Nieto menciona que se incorporarían en igual número en su carta. Los que se hallaban en el quartel de don Indalecio González son las tropas llegadas de Chuquisaca y de Potosí, es decir, los 200 del Batallón Provincial de Potosí y los 150 Voluntarios del Rey. Los 150 chiriguanos neófitos de las reducciones del río Azero no aparecen en otras comunicaciones y probablemente fueron empleados como no combatientes. Los 2 pedreros son cañones, faltando otros dos mencionados por Nieto. Luego de la partida de Franco debieron arribar a Tupiza los soldados veteranos del Real Borbón junto con Córdoba y Rojas.

### Descripción de un espía de Güemes
El 7 de septiembre de 1810 el teniente gobernador de Jujuy, Diego Pueyrredón, comunicó a Chiclana una carta de Martín Miguel de Güemes en la que reproducía lo observado por uno de sus espías en Tupiza entre el 6 de agosto y el 3 de septiembre. De acuerdo al espía, el 6 de agosto de 1810 llegó a Tupiza la orden de no obedecer a la Junta de Buenos Aires, mientras que el 19 de agosto llegó la de reclutar a 200 milicianos en Chichas. El 2 de septiembre arribó González Socasa con las tropas y la orden de no continuar hacia San Salvador de Jujuy. El espía dijo que llegaron con 4 cañones llevados de Buenos Aires en 1809 y 25 artilleros, en consonancia con la carta de Nieto. La mención de más de 300 soldados abajeños incluye a los 150 Voluntarios del Rey y el resto probablemente sean los Veteranos del Real Borbón que debieron arribar con Córdoba y Rojas unos días después del 2 de septiembre. Los 200 Potosinos é Indios Lanzeros son los del Provincial de Potosí y probablemente algunos lanceros del partido de Porco mencionados por Nieto. Oficio de Diego Pueyrredón al gobernador Chiclana del 7 de septiembre de 1810
En el acta capitular de Tarija del 23 de septiembre de 1810 se menciona un movimiento de tropas realistas en sus cercanías: su auxiliante(sic) tropa de Cinti se halla en el río San Juan distante a 20 leguas, lo que muestra que a esa fecha no habían llegado a Tupiza los lanceros de Cinti, llevando entre 2 y 4 cañones.

### Combatientes según el parte de Córdoba y Rojas
Según el parte enviado a Nieto el 28 de octubre de 1810 Córdoba y Rojas dispuso sus tropas en Cotagaita en el siguiente orden:

Número 3. Orden general: Al toque de generala se reunirán todas las tropas del ejército en los puestos de la 1° y 2° línea del campamento y luego que se les mande ocupar los de defensa lo verificarán en el orden siguiente: La mitad del batallón de Puno ocupará el cerro de la izquierda, y el resto el de la derecha. El provincial de Potosí por mitades sostendrán los reductos 1° y 2° de la izquierda. El cuerpo de dragones de Chichas sostendrá el reducto del centro. Los veteranos el reducto de la derecha y los voluntarios del Rey el 2° de la misma banda. Entre el 1° y 2° reductos 20 lanceros de Cinti, entre 2° y 3° igual número, lo mismo entre el 3° y 4° e igualmente entre 4° y 5°. El resto de Cinti relevará todos los guardias del campamento y pueblo. Dos cañones de a dos en el reducto de la izquierda, igual número en el segundo, los cuatro de Cinti en el del centro y los cuatro de Puno entre los reductos de la derecha. (Biblioteca de Mayo, 1963, p. 12946-12947, tomo XIV)

De acuerdo a esa disposición, al resto de las menciones que Córdoba y Rojas hace en sus partes, a los informes de los espías y a la carta de Nieto, participaron del combate de Cotagaita:
- Batallón de Puno: Compuesto por milicianos al mando del teniente coronel Narciso Basagoitía (o Bosagoitía), con 4 cañones, que Goyeneche había enviado desde el Perú como refuerzo. Según el historiador español Torrente este batallón tenía 350 hombres.[7] Habían arribado a Potosí el 29 de septiembre provenientes de Oruro por lo que probablemente su sumaron directamente en Cotagaita luego de la evacuación de Tupiza.
- Batallón Provincial de Potosí: 200 milicianos en 4 compañías al mando de Indalecio González de Socasa, mayor general de la división, y del ayudante mayor Juan de Dios Saravia. Posiblemente incorporados entre ellos algunos lanceros de Porco. El escritor boliviano Modesto Omiste menciona las 4 compañías de 50 milicianos cada una (1°, 4°, 7° y 8°) del Batallón Provincial de Potosí que estuvieron en Cotagaita, al mando de los capitanes José Estévez, Fermín Gastelú, Francisco Estévez, y Manuel de Villacián, respectivamente.[8]
- Escuadrón de Dragones Voluntarios de Chichas: 200 milicianos al mando de Marcos Llanos (o Llano).
- Compañías veteranas del Real Borbón: integrado por 150 hombres de las 2 compañías del Regimiento de Infantería de Buenos Aires llevadas a Chuquisaca en 1809 y otros veteranos del mismo regimiento que ya estaban en el Alto Perú. Estaba al mando del capitán graduado de teniente coronel Juan de Dios Cabero (o Cavero), incorporado sin destino en el Alto Perú en 1810.
- Cuerpo de Voluntarios del Rey: 150 andaluces y montañeses al mando del capitán José Fernando de Fontaneda (u Hontaneda).
- Cuerpo de Lanceros de Cinti: 100 indígenas al mando de Juan Crisóstomo Cabero, con 4 cañones.
- La artillería sumaba 10 cañones y 25 artilleros a cargo del teniente Miguel Mugía (o Mujía).[9] Bajo su mando figuraba el subteniente Luciano Cabral del Batallón de Artillería Volante de Buenos Aires.

La división se componía de 4 cuerpos de infantería, 2 de caballería que estaban desmontados, y la artillería, sumando al menos 1175 hombres sin contar a los chiriguanos del río Azero que no son mencionados por Córdoba y Rojas. En las comunicaciones que siguieron a la batalla de Suipacha Juan José Castelli informó el 10 de noviembre de 1810 a la Junta de Buenos Aires: [...] en el ataque falso de Cotagaita en que menos de trescientos hombres con dos piezas de artillería batieron a más de mil trescientos, apoyados de diez piezas [...]. En el oficio de González Balcarce a la junta con fecha 6 de octubre de 1810 estimó: (...) que segun contestes noticias ascienden á mil quinientos hombres. (véase el oficio)
En los partes de Córdoba y Rojas son también mencionados: los ayudantes de campo capitán Manuel Gómez y Santos y teniente Manuel Sánchez Moscoso, ambos de voluntarios del Rey; el ayudante mayor del mayor general, subteniente del real Borbón, Juan José Vianqui; el capitán graduado de teniente coronel Francisco González de la Peña, comandante de las guerrillas de la línea de defensa; el vicario Mariano de la Torre y Vera; los cirujanos Isidoro Álvarez y Jaime Coll; el teniente de voluntarios del Rey Manuel de Orna y el subteniente del mismo cuerpo Anselmo Rial; los abanderados, del real Borbón Ramón García Pérez, y de voluntarios del Rey Luis Toribio Reyes.

## Fortificación de Cotagaita
En conocimiento de lo ocurrido en Cochabamba, que impedía la llegada de los refuerzos prometidos por Goyeneche, así como también de que la vanguardia del Ejército Auxiliar se estaba reforzando en Yavi, Córdoba y Rojas decidió abandonar Tupiza el 10 de octubre y replegarse con todas sus tropas para fortificarse en Santiago de Cotagaita. Por este punto transitaba el camino más importante entre el Perú y el Río de la Plata, cerrando el acceso a Potosí. A diferencia de Tupiza, que se halla en un lugar abierto, Cotagaita se encuentra en el fondo de una quebrada seca que desemboca en el río Santiago, de aguas cristalinas y poco caudal que corre de oeste a este separando dos cerros al norte del río de dos al sur. [Ver mapa "Movimientos tácticos: cerros A, B, C y D]. El pueblo de Santiago de Cotagaita se halla en la ribera norte del río. Córdoba y Rojas hizo construir 5 reductos y colocar dos baterías de 4 piezas de artillería a cada lado del pueblo sobre dos lomas que unió con una muralla de piedra, y un profundo foso a los pies de la misma por donde hizo correr el río. En la muralla intercaló otras 2 piezas de artillería.

## División de González Balcarce
El mayor general Antonio González Balcarce llegó a Yavi con la vanguardia del ejército auxiliar el 4 de octubre de 1810, deteniéndose allí en espera de la artillería que, conducida por Calixto Ruíz Gauna, partió dos días después desde San Salvador de Jujuy. Al enterarse de la evacuación de Tupiza, y sin esperar la llegada de la artillería, ordenó la salida de sus tropas de vanguardia desde Yavi, que el 11 de octubre ocuparon Tupiza y luego se detuvieron en Mojo a esperar la artillería y las tropas de Tarija.
Camino a Yavi, desde la quebrada de la Cueva, González Balcarce había enviado a Pedro Rafael Galup en busca de refuerzos a Tarija, recibiendo en Mojo 600 milicianos del Regimiento de Milicias Provinciales de Voluntarios de Caballería de Tarija al mando del alcalde Mariano Echazú y del teniente coronel José Antonio de Larrea, de los cuales ordenó formar 3 compañías de 100 hombres cada una. A falta de armamentos ordenó a Echazú que regresara a Tarija con los restantes dejando sus cabalgaduras, lo cual fue comunicado por González Balcarce a Francisco Ortiz de Ocampo el 16 de octubre de 1810. (véase el oficio)
Según la Relación de los individuos que han operado con todo valor y esfuerzo, el día 27 de octubre de 1810, en Santiago de Cotagaita, firmada en Potosí, el 12 de diciembre de 1810, por el sargento primero graduado de alférez o subteniente Juan Pedro Luna, la fuerza del Regimiento real de artillería volante que combatió en Cotagaita era de [2 oficiales], 24 artilleros y 3 naturales agregados. Originalmente estaba al mando el capitán Juan Ramón Urien, quien al ser herido levemente en la mano, huyó en pleno combate y fue separado del mando posteriormente. En los partes de batalla, Córdoba y Rojas expresa que sus enemigos portaban un obús de seis pulgadas [que] vino por mi derecha y un cañón de a cuatro [que] se mantuvo algo a mi izquierda. 
Diversos autores bolivianos y güemesianos reducen a una mínima expresión la presencia de soldados provenientes de Buenos Aires en la división que atacó a Cotagaita, expresando que además de la acreditada presencia de 300 tarijeños, el resto de los soldados eran salteños y jujeños, aduciendo que el grueso del ejército se había detenido en Jujuy para aclimatarse y reponerse de las marchas. Sin embargo, Córdoba y Rojas menciona en sus comunicaciones a soldados andaluces, negros y mulatos, y arribeños, todos los cuales habían partido de Buenos Aires. Los negros y mulatos correspondían al Regimiento de Pardos y Morenos, los andaluces eran del Regimiento N° 5 de Infantería, y los arribeños del Regimiento N° 6 de Infantería.
El 12 de noviembre Castelli ofició a la junta la lista de desertores de la acción de Cotagaita, los cuales eran un cabo y dos soldados del Regimiento de Caballería de la Patria (ex Blandengues), 4 soldados del Regimiento de Húsares de la Patria (ex Húsares del Rey), un cabo y un soldado de la Infantería Veterana (Regimiento de Infantería de Buenos Aires), y un soldado de Artillería de la Unión (Cuerpo de Artillería Volante). Todos los cuales correspondían a cuerpos salidos de Buenos Aires.
En cuanto al número de soldados, Córdoba y Rojas expresa: (...) tomándoles un prisionero del cuerpo de Andaluces, el que me dice que su fuerza consiste en novecientos hombres (...), sin embargo Juan José Castelli cuando comunica a la junta la victoria de Suipacha el 10 de noviembre de 1810 expresa: (...) como en el ataque falso de Cotagaita en que menos de trescientos hombres con dos piezas de artillería batieron á más de mil trescientos, apoyados de diez piezas (...). 

### Versión falsa de Luis Paz
Algunos autores, Eduardo Trigo O'Connor d'Arlach (2009) y 
en las Jornadas de Estudios sobre Güemes (1972), copiaron la enumeración del historiador boliviano Luis Paz: 

Los cuerpos que formaban la división [...] fueron los siguientes: Batallón 1°., comandante Gregorio Perdiel; batallón 6°., comandante Carlos Forest; batallón Cazadores, comandante Manuel Dorrego; batallón blandengues, comandante Abrahan González; regimiento Húsares, comandante Martín Miguel Güemez; primer escuadrón de caballería, coronel Ramón Balcarce; segundo escuadrón de caballería, comandante Martín Pueyrredón; artillería (dos piezas), comandante Suárez. (Paz, 1913, p. 119, vol.2)

Sin embargo este autor da una enumeración casi completamente falsa y posiblemente se equivoca de batalla, pues Gregorio Perdriel (y no Perdiel) el 1 de noviembre de 1810 se incorporaba a la expedición de Belgrano al Paraguay en la Bajada del Paraná, en donde ya se hallaba Juan Ramón Balcarce; Manuel Dorrego estuvo en Chile hasta febrero o marzo de 1811; el comandante de la artillería no era el desconocido Suárez sino Juan Ramón Urien, mencionado en el parte por González Balcarce; Carlos Forest se hallaba en Buenos Aires como parte del Regimiento de la Estrella; Juan Martín de Pueyrredón no integró la expedición; Abraham González todavía vivía como civil en la Banda Oriental; el Batallón Cazadores no existía entonces, lo mismo que los batallones 1° y 6°, que eran regimientos; no había un Batallón Blandengues pues era un cuerpo de caballería; Martín Miguel de Güemes (y no Güemez) no integró el regimiento Húsares, sino que estaba con las milicias de Tarija, que Luis Paz ignora en la enumeración.

## Marcha de aproximación
El 23 de octubre, a la noche, llegaron a Tupiza las esperadas municiones para la artillería. Al día siguiente, González Balcarce inició su marcha hacia Cotagaita. Su plan de aproximación consistió en dividir sus fuerzas en dos columnas que avanzarían por caminos diferentes. El más abrupto, pero más corto y seguro era por la empinada cuesta de la Almona, que en muy poca distancia asciende unos 600 metros. Ese día había enviado un fuerte destacamento para ocupar preventivamente esa posición, fuerza que más tarde acompañaría a la artillería por ese camino. Por la otra ruta, la que salía de Tupiza hacia el noreste rumbo a Mochara y de allí hacia el norte rumbo a la Cuesta de la Ramada, iría la infantería y la caballería. Esa ruta era más larga y fácil de recorrer pero más riesgosa porque la topografía abierta por donde se transitaba permitía un posible ataque enemigo. 

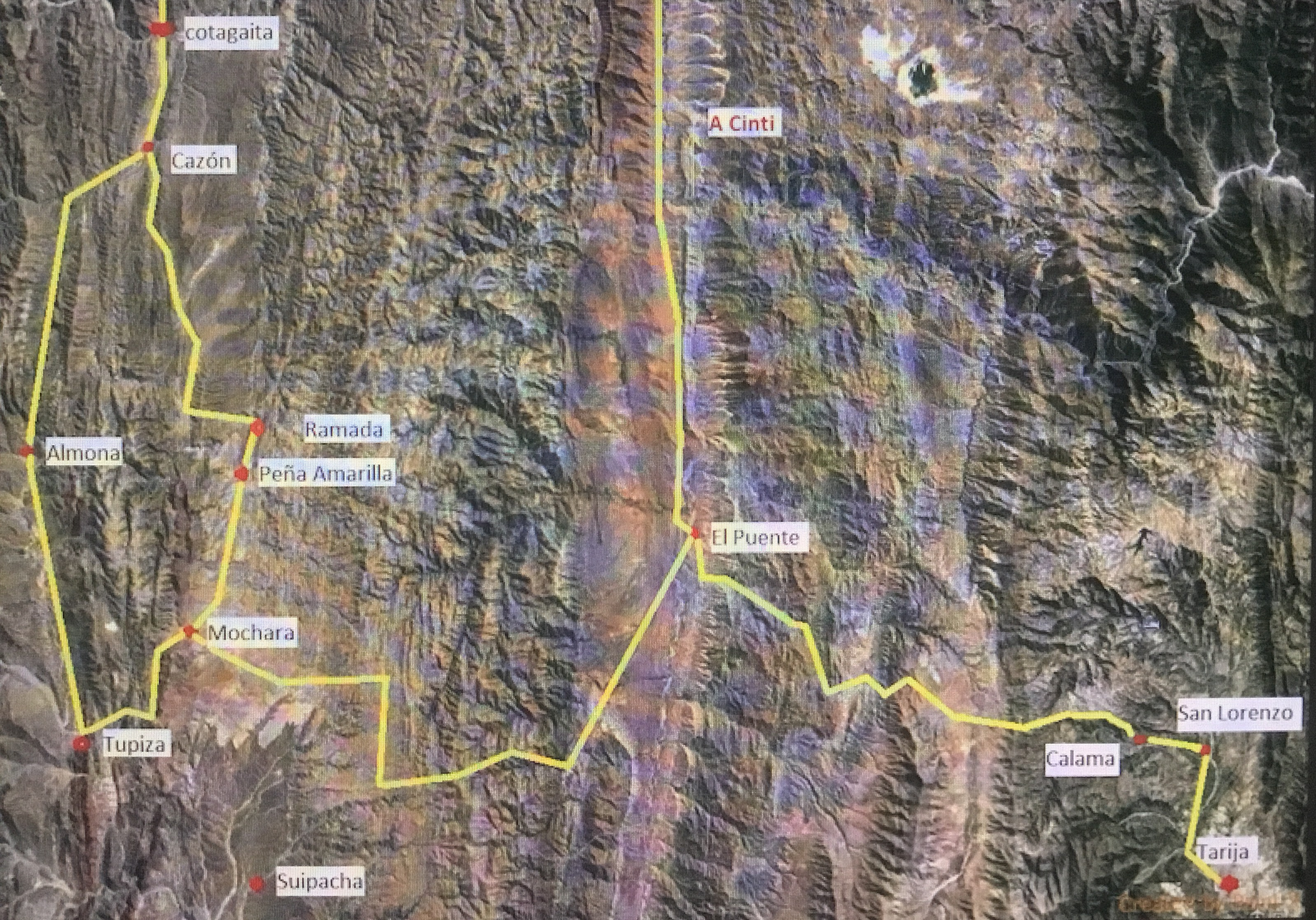
Localidades del teatro de operaciones.

El punto de reunión de las dos columnas fue Cazón, localidad ubicada en la entrada de la quebrada que en bajada va directamente, de sur a norte, hacia Cotagaita, distante unos 15 kilómetros. González Balcarce anticipó a Castelli que una vez que estuviera en Cazón y “según los conocimientos […] [dispondría] el ataque que se ofrezca más oportuno”. El 27 de octubre, a las tres de la mañana, las tropas  iniciaron, desde Cazón, la aproximación final a Cotagaita a donde llegaron al amanecer.

## Intercambio de notas
Antes de iniciar el combate, González Balcarce envió un oficio a las fuerzas enemigas siendo designado a tal efecto el capitán Santiago Carrera. El mismo adolecía de algunos errores formales que Córdoba y Rojas no se privó de señalarlos en su respuesta: la fecha del oficio era del día siguiente y el destinatario no era el comandante del ejército enemigo sino los “generales, jefes y oficiales de las tropas del Alto Perú” como si se tratara de una proclama. El jefe porteño aseguró que no venía a conquistar, derramar sangre de “connacionales y compatriotas” ni tampoco mandarlos. Explicitó que su misión era proteger estos territorios de Napoleón y conservar a favor de Fernando VII “lo que era patrimonio de su corona”. A tal fin, los diputados que representarían a los pueblos del Alto Perú, reunidos en un congreso general, fijarían un gobierno provisorio hasta que la península dejara de estar ocupada. Como para convocar a un congreso no era necesario un ejército pues bastaba con enviar un chasqui, González Balcarce recurrió al anatema que utilizó la Junta para legitimar su poder, los llamados “mandones”, o sea funcionarios reales acusados de ser responsables de todos los males del Virreinato y que ahora impedían que los pueblos manifestaran sus sentimientos a favor de la Junta.[cita requerida] Curiosamente, González Balcarce omitió mencionar, como argumento, lo que había ocurrido en Cochabamba, que el 14 de septiembre se había declarado a favor de la Junta Provisoria de Buenos Aires novedad que transmitió a Ortiz de Ocampo el 11 de octubre. Finalmente ofreció la “unión y fraternidad” si se agregaban a la “justa causa” caso contrario sus batallones avanzarían con todo. Véase: Oficio de González Balcarce a José de Córdoba y Rojas
Córdoba y Rojas respondió con puntillosidad. Como el oficio estaba dirigido a “generales, jefes y oficiales”, reunió a todos estos, y en presencia del emisario, con quien tuvo previamente “largas discusiones sobre asuntos de gobierno”, contestó que los “sentimientos” de la Junta de Buenos Aires diferían de sus declaraciones públicas y del mismo contenido del oficio enviado; Que los votos del pueblo a favor de la Junta no eran unánimes en el Alto Perú pues la existencia “de uno que otro faccioso” [en alusión a Francisco de Rivero y sus partidarios] no implicaba totalidad; Que todo el pueblo y las fuerzas a su mando estaban dispuestos a impedir a los que intentaran “invadir” las posesiones de Fernando VII; Que si creía que podía vencer entonces continuara con sus planes, advirtiéndole que la “conquista” del Alto Perú no sería tarea fácil empezando por la resistencia que harían sus propias fuerzas. Córdoba y Rojas definió las intenciones de la Junta con las palabras “invasión” y “conquista”. Véase: Respuesta de José de Córdoba y Rojas a Antonio González Balcarce

## El combate
Ni bien volvió el parlamentario, González Balcarce ordenó el avance de hombres y artillería hacia la posición enemiga Aproximadamente a las 10:30 horas, su artillería  
rompió el fuego a tiro largo. Córdoba y Rojas hizo lo mismo con dos cañones. 
Desde el centro del dispositivo defensivo, Córdoba y Rojas tomó nota del desordenado avance del enemigo por ambas faldas de las dos serranías que limitan la quebrada. Más tarde observó lo mismo cuando los pelotones o piquetes enemigos se desplegaron en su frente. Cuando unos ochenta hombres avanzaron con el obús de seis pulgadas hacia un molino ubicado donde pasa el camino de la quebrada de Portugalete, Córdoba y Rojas evaluó las ventajas que tendría ese obús enemigo para hacer fuego cruzado y de rebote desde esa posición. Sin pérdida de tiempo envió dos compañías de veteranos del Real de Borbón y dos de Voluntarios del Rey que salieron de los reductos 4 y 5, cruzaron el río, subieron el monte y los desalojaron antes que pudieran consolidarse en el terreno, todo al costo de solo cuatro heridos. Se tomaron dos prisioneros, uno del regimiento N.º 5 (ex Andaluces) y el otro del regimiento N.º 6 (ex Arribeños). Esta sería la única “acción” o combate real del día. Al ser ocupada por el enemigo la cima del monte, donde un abanderado del Real de Borbón plantó la bandera de su unidad, las fuerzas de González Balcarce abandonaron la ahora insegura zona del Molino y movieron el obús hacia el centro de la línea desde donde siguió disparando, esta vez a tiro corto. 
En el extremo este de Cotagaita, soldados del regimiento de Pardos y Morenos ocuparon las elevaciones cercanas al cerro del lado sur por donde pasa el camino de la quebrada de Cinti.[Ver mapa  Desde esa posición sostuvieron un fuerte intercambio de disparos utilizando el cañón de 4 libras y fusilería. La respuesta de Córdoba y Rojas fue reforzar esa posición con granaderos de Potosí y parte de la división de Puno que contuvieron, río de por medio, al regimiento de Pardos y Morenos.
A las 14:30, luego de cuatro horas de intercambio de disparos, González Balcarce, “reconociendo que no era posible penetrar hasta[sic] las trincheras enemigas” y que su tropa, en un ataque a la bayoneta, “iba mucha parte de ella a sacrificarse”, dio la orden de retirada.
Gran parte de los detalles de este enfrentamiento provienen de los tres informes que Córdoba y Rojas envió a Nieto durante el combate y luego de la retirada del enemigo. Véase: Oficios a Vicente Nieto sobre el combate de Cotagaita

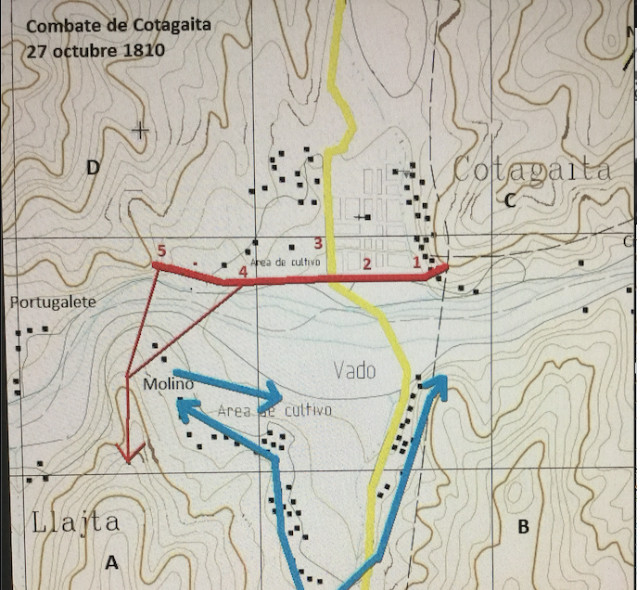
Movimientos tácticos. Color rojo: fuerzas de Córdoba y Rojas; color azul: fuerzas de González Balcarce.

Por el contrario, González Balcarce envió a Castelli su primer y escueto informe dos días después explicando solo las causas de la retirada y dejando en boca del mensajero, el capitán Santiago Carrera, la narración de lo ocurrido frente a Cotagaita. Dos días después envió otro oficio donde solo mencionó los tres muertos y seis heridos que tuvo; no mencionó los prisioneros y/o desertores que tomó el enemigo. Ejemplificó la intrepidez y valor de los soldados diciendo que tomaron agua en el río pese a estar al alcance del fuego enemigo. En sus partes no figuraron las unidades que intervinieron, su disposición en el terreno ni el plan de operaciones. Tampoco se refirió a la corta salida del enemigo que ocupó el monte donde estaba el molino. La única persona que mencionó fue al comandante de artillería Juan Ramón Urien que se fugó en medio del combate.
El 22 de noviembre la Junta solicitó el envío de una lista de oficiales y soldados que se hubieran destacado en Cotagaita. En su respuesta del 12 de diciembre, desde Potosí, González Balcarce agregó otros detalles de la “acción”: justificó la falta de “unión” y el consiguiente atraso de las tropas en ocupar las posiciones previstas por el “cansancio extraordinario” que sufrieron, motivado por la topografía del terreno, el excesivo calor y la falta de agua. “Esta es la verdad […] y cualquier otro informe distinto que haya llegado a vuestra excelencia ha sido producido con pasión”. Fue evidente que la observación de Córdoba y Rojas sobre el “desorden” también había llegado a conocimiento de Castelli por otras vías. Solo “algunos piquetes” de infantería, dijo González Balcarce, pudieron hacer fuego, pero sin eficacia alguna ya que los adversarios solo mostraban “la punta” de sus fusiles detrás del parapeto. Véase: Oficios de González Balcarce al doctor Castelli sobre la acción de Cotagaita
El teniente coronel José Antonio de Larrea, en su oficio a la Junta de Buenos Aires, fechado en Potosí, informó que cuando llegó a Cotagaita, al mando de 200 hombres, el combate ya se había iniciado y que en ese momento, Pedro Gallup y el capitán Martín de Güemes, defendían una posición para impedir el avance de tropas enemigas que intentaban cortar su retaguardia. Como la única acción fuera de las trincheras se produjo en la zona donde estaba el molino [ver mapa cerro A], Larrea confundió el movimiento de desalojo preventivo que hizo el enemigo con una maniobra de envolvimiento. Al respecto el capitán Narciso de Basagoitía dijo: 

[…] [cuando] atravesando el río a pie empezaron a subir desde la falda y montaña del cerro, […] sin duda hubieran cortado[sic] mucha parte de los enemigos, si a tiempo se les hubiera auxiliado con cartuchos, por cuyo defecto se vieron en la sensible precisión de volverse a bajar, no habiendo convenido el Comandante en Jefe [Córdoba y Rojas  [a que] saliese una de mis compañías a su refuerzo. Oficio Basagoitía a Abascal, 25 noviembre de 1810 en (Díaz Venteo, 1948, p. 148 nota 24)

Cuando ya se hallaba el ejército en Potosí, el tarijeño José Antonio de Larrea, escribió una relación a la Junta de Buenos Aires dando detalles de la participación de las milicias de Tarija en el combate de Cotagaita, confirmando así la presencia de Martín Miguel de Güemes como capitán agregado a su regimiento:
(Véase: Oficio de José Antonio de Larrea a la Junta de Buenos Aires
El 16 de noviembre de 1810 Calixto Ruiz Gauna envió un oficio a la junta expresando:

El 27 del próximo pasado octubre dispuso dicho señor mayor fuese en calidad de emisario al ejército enemigo el capitán don Santiago Carrera, pero no habiendo sido admitidas las propuestas que llevaba, se rompió el fuego que duró más de tres horas lográndose con esta tentativa el reconocimiento y disposición de las fuerzas enemigas, desengañándose así ese jefe de lo que le habrían asegurado en orden a que se pasarían a nosotros luego de enfrentadas las tropas. El corto número de las nuestras, el haberse logrado por entonces el fin propuesto, el excesivo calor de aquel día, y demás bien premeditadas medidas del señor Balcarce, fueron suficientes motivos para que dispusiese la retirada en el mejor orden, y aunque yo le propuse, según mi práctica en los caminos, el atacarlos en una trasnochada, no nos resolvimos a ello, consultando la mayoría de fuerzas. Sin embargo, nuestras tropas hostigadas del calor excesivo de aquel día, y enervados con el que mantienen en sus esforzadas empresas, se acercaron a beber agua de las trincheras enemigas, y el capitán don Diego Saavedra con los ayudantes, bebieron igualmente, y se pasearon con el mayor denuedo. Nuestra primer retirada fue al paraje nombrado Casón, en donde por orden del señor Balcarce, trinqué la artillería y nos retiramos al de la Ramada el 28, buscando seguidamente en el de las Peñas Amarillas pasto para las mulas. (Güemes, 1979, p. 225/6)

### Versiones controversiales
En 1871 el exgobernador salteño Miguel Otero escribió sus Memorias, que permanecieron inéditas hasta 1946 cuando fueron publicadas bajo la dirección de Miguel Solá. En ellas Otero hizo una controversial descripción del combate de Cotagaita, del que no participó ya que se hallaba en Chuquisaca, adjudicando a Martín Miguel de Güemes el comando de las tropas y responsabilizándolo por la derrota. Afirmó también en contra de los documentos históricos que las tropas participantes solo eran de Salta y de Tarija, y que Vicente Nieto, en persona, comandó la defensa de la posición:

Por la mañana del 27 de octubre arribó a la vista de Cotagaita la primera división de la Patria, al mando de su comandante en Jefe don Martín Güemes, compuesta por tropas de Salta y de un batallón de milicias de Tarija, perteneciente a la misma provincia. Con un valor imprudente y atolondrado llevó el ataque hasta tocar la imposibilidad del foso y fue rechazada su división. Puesto fuera de tiro reunió su tropa y, manteniéndola formada en el llano, subió el cerro de su izquierda o del Oeste, para observar y reconocer con un anteojo la fortificación del enemigo, operación que debió ejecutar antes de emprender el ataque, pero hace el necio al fin [...] Vio que no tenía fuerzas para vencer tan seria dificultad, y no teniendo allí más agua que la del río, que iba por contra la muralla enemiga, se retiró al Vallecito de Cazón, legua y media más de acá de Cotagaita. Allí permaneció con su división, manteniendo descubiertas [reconocimientos] sobre el enemigo hasta el 31 del mismo octubre, en que el general Nieto destacó a su Jefe de Estado Mayor Córdoba con 700 ó 800 hombres a perseguirlo [...]. (Biblioteca de Mayo, 1963, p. 12966-7, tomo XIV)

La versión de Otero se asemeja al extenso comentario de Justo Maeso incluido en el libro de Woodbine Parish (1853):

Aprestóse en consecuencia una columna de 800 a 1000 hombres de las provincias de Salta, Jujuy y Tarija, que al mando del comandante don Martín Güemes, salió al encuentro de Nieto, que se había atrincherado y fortificado en Santiago de Cotagaita de una manera inexpugnable. Güemes, sin embargo de la superioridad del enemigo, que era más del doble en número, disciplina y armamento y que estaba a cubierto de una trinchera y foso por donde pasaba toda el agua del río, lo atacó el 27 de octubre del mismo año de 1810 y fue rechazado como debía serlo.
Comentario de Justo Maeso en (Parish, 1853, p. 218, vol 2)

Otra versión controversial de Otero y recogida por varios autores, es la de que Vicente Nieto estaba al frente de las tropas en el combate de Cotagaita:

Desde muchos días antes del 27 de octubre, y no después como lo supone Castelli, había llegado el Gral. Nieto con su división a Cotagaita, y había concluido ya sus fortificaciones, reducidas a colocar una batería de cuatro piezas en la loma de la izquierda [...]. (Biblioteca de Mayo, 1963, p. 12966, tomo XIV)

## Retirada
González Balcarce puso especial énfasis en explicar las causas por las que decidió retirarse “con el mejor orden” de Cotagaita. En su primer informe del 29 de octubre lo justificó:
•	Por la imposibilidad de penetrar “hasta” las trincheras enemigas;
•	Por la incapacidad de proveerse, en esa posición, de municiones de artillería, alimentos y caballos.
Tres días después, en su segundo informe amplió:
•	Que había llegado a la conclusión de que el enemigo se iba a defender a toda costa;
•	Reiteró la falta de alimentos y la imposibilidad de conseguirlos en ese lugar;
•	La falta de dinero para pagar los haberes vencidos de la tropa;
•	La escasez progresiva de caballos para poder movilizarse;
•	La exigencia de estar en permanente estado de alerta frente a una posible “salida” del enemigo;
•	Al “padecimiento” que sufrieron los soldados en su avance desde Tupiza y que aumentaría permaneciendo en esa posición.
En su tercer informe, de fecha 12 de diciembre, reiteró como causa de su retirada la falta de alimentos y municiones, ya sea para sostenerse defensivamente en Cotagaita o atacar nuevamente al enemigo. Mencionó que en la retirada la tropa sufrió “un tanto de desaliento”, sin calzados, con incomodidades de todo tipo y bajo la tensión de un posible ataque enemigo. “A nadie se le ocultaba cuan crítica y apurada era la situación”.
Córdoba y Rojas escribió que las fuerzas de González Balcarce estaban huyendo en completa dispersión pero reconoció que la victoria fue incompleta porque no pudo ordenar una persecución inmediata debido a que su caballería estaba desmontada y durante la noche anterior los arrieros se habían llevado 600 mulas. Solo dos días después envió hacia Tupiza, en persecución paralela, por el camino más corto y seguro de Almona, dos destacamentos con 150 soldados cada uno. Estos destacamentos, en principio, debían entrar en Tupiza solo si estaba desocupada, molestar a las fuerzas de González Balcarce en su retirada y proteger a los que desertaban del ejército enemigo descontentos por la carencia de alimentos y pagos del prest.  Sobre estos dos puntos demostró tener buena información sobre las dificultades que tenía su enemigo. Los destacamentos debían evitar comprometerse en acciones con resultado incierto.

## Bajas
En cuanto a las bajas, Córdoba y Rojas comunicó durante el combate que tengo la desgracia de que se me han desmontado tres piezas de cañón, y tengo herido aunque levemente, al valiente capitán Cabero (Juan de Dios Cabero) y que tomándoles un prisionero del cuerpo de Andaluces. En el oficio detallado expresa: haciéndoles huir vergonzosamente, con no poca pérdida de muertos y heridos en su retirada, y la de dos prisioneros de los cuerpos de andaluces y arribeños que se rindieron; habiendo tenido por nuestra parte herido al capitán Cabero un soldado veterano y dos voluntarios del Rey.
González Balcarce en el oficio del 1 de noviembre solo admite que En la del 27 hemos tenido tres muertos y seis heridos, entre los cuales estaba El atolondrado y covarde comte. de Artilleria D. Juan Ramon Urien.

## Resumen general
En su informe a la Junta del 10 de noviembre de 1810, Castelli definió la acción de Cotagaita como “ataque falso”. No se trató de una valoración negativa de Castelli sino de un tecnicismo sacado de los manuales de táctica militar existentes en su época. Hoy se lo conoce como maniobra de diversión o demostración cuyo objetivo es engañar al enemigo sobre la dirección del ataque principal y se lo pone en práctica con un "reconocimiento en fuerza". En el caso de Cotagaita el ataque tuvo como objetivo provocar la defección de las tropas de Córdoba y Rojas que según la amplia y precisa información de los espías estaban dispuestas a desertar. González Balcarce suponía que también jugaría a su favor la desfavorable situación estratégica de las fuerzas de Nieto-Córdoba y Rojas debido a la sublevación de Cochabamba que las había aislado de Goyeneche. Gauna mencionó el desengaño de González Balcarce a quien “le habrían asegurado […] a que se pasarían a nosotros luego de enfrentadas las tropas”. En ese sentido, el retroceso táctico que había hecho Córdoba y Rojas a Cotagaita mejoró notablemente sus posibilidades defensivas. Las características topográficas del lugar y el parapeto defensivo sobre el borde del río le sirvieron para aumentar la baja moral de sus soldados e impedir el permanente peligro de las deserciones masivas. De hecho ningún soldado se pasó al enemigo.
Respecto de la acción militar en si, se destacó la baja efectividad de las armas con relación al tiempo en que fueron utilizadas. No es casualidad que Castelli evaluara que “en habiendo de accioncillas” la vanguardia había consumido toda la munición de la artillería. Por su lado, la artillería de Córdoba y Rojas consumió: 120 balas de 4 libras, 160 de 2 libras y 60 tiros de metralla. Con 340 disparos de cañón durante tres horas el resultado fue prácticamente nulo. Las razones pudieron ser: que los soldados dispararon fuera del alcance efectivo de sus armas y/o carecían del entrenamiento adecuado. Adicionalmente, en el caso de la artillería, al no usarse en baterías sino desperdigadas entre los regimientos, solo servían como efecto psicológico por el ruido y el humo que producían.
Independientemente de que haya sido un “ataque falso”, fue decisiva la falta de una razonable estructura logística, tanto en personal como en medios, en un teatro de operaciones donde era conocida la pobreza de recursos de las pequeñas poblaciones existentes. De los 600 tarijeños que se sumaron a la vanguardia, González Balcarce, al no disponer de armas ni recursos, tuvo que despachar a 300 y quedarse solo con sus caballos. El hecho de llevar solo dos cañones y de calibres distintos demostró cierta anarquía administrativa pues si uno de ellos quedaba fuera de combate, sus municiones no se podían utilizar en el otro. Luego de una marcha de aproximación que agotó a una parte de su infantería impidiéndole que unificada y ordenadamente alcanzara los puntos asignados, después de tres horas sin lograr el objetivo, González Balcarce se colocó, sin que nadie lo presionara, en una situación difícil. Debía retirarse indefectiblemente por un camino con muchos kilómetros de permanente subida, sin agua, sin alimentos, sin artillería. Su adversario no pudo sacar provecho de estos errores por la falta de mulas para realizar una persecución activa.
Un hecho preocupante que mostró la endeblez de la disciplina fue la huida de nada menos que el comandante de la artillería, Juan Ramón Urien, que propaló noticias derrotistas en todos los pueblos por donde pasó al galope. Incluso detuvo e hizo volver a refuerzos que avanzaban hacia Tupiza. Resultó extraño que no lo detuvieran inmediatamente o se enviara un piquete en su persecución para minimizar lo que luego González Balcarce calificó como de “incalculables” males. El 30 de octubre, Urien ya estaba en Humahuaca, según consta en los partes de los oficiales Villanueva y Madera. Dos días después Castelli ya lo tenía en “funesto arresto”. 
De los diez desertores, todos pertenecientes a los regimientos salidos de Buenos Aires, tres fueron tomados prisioneros sirviendo al enemigo en la posterior batalla de Suipacha. Uno de ellos, pese a estar herido, fue ultimado en el mismo campo de batalla.